# Kravata
Kravata je vrpčasti ukrasni odjevni predmet koji se nosi oko vrata provučen ispod ovratnika košulje, izrađen od svile ili nekoga drugoga platna. Smatra se izvornim hrvatskim proizvodom. Europom se raširila u 17. stoljeću posredovanjem hrvatskih vojnika u Tridesetogodišnjemu ratu, na kojima je postala prepoznatljiv modni detalj. Među prvima su je prihvatili Francuzi, pa u njihov jezik dolazi pod nazivom cravate, a kasnije i u druge europske jezike pod sličnim nazivima. 

## Kravata kroz povijest
Riječ kravata dolazi od francuske riječi "cravate". U svojoj knjizi La Grande Historie de la Cravate (»Velika povijest kravate«), francuski pisac Francois Chaille, na sljedeći način govori o kravati:
| „ | Oko 1635. godine, nekih šest tisuća vojnika i vitezova, stiglo je u Pariz kao podrška francuskom kralju Luju XIII. među njima je bio veliki broj hrvatskih plaćenika koji su, predvođeni banom, ostali u službi francuskog kralja. Tradicionalna odora s vezanim, oslikanim, maramama oko vrata pobuđivala je pažnju francuskog dvora. Marame su bile napravljene od različitih materijala, od grubih, koje su nosili obični vojnici, do svilenih i onih od finog pamuka koje su nosili časnici. Taj "hrvatski elegantni stil", potpuno nepoznat u tadašnjoj Europi, oko 1650. godine biva prihvaćen na francuskom dvoru i postaje modni odjevni predmet među buržoazijom tog vremena kao simbol kulture i elegancije. Osim ljepote, te marame su bile i u mnogome praktičnije nego do tada nošeni kruti čipkasti okovratnici francuskih vojnika i časnika. U Englesku je kravatu donio Karlo II. po svom povratku iz izgnanstva. Kravata je ubrzo osvojila, kao modni odjevni predmet, i cijelu Europu. | ” |
|   | |   |

## Dan kravate
Od 18. listopada 2003. godine obilježava se Dan kravate. Tada je u Puli izvedena autorska instalacija Marijana Bušića Kravata oko Arene, koju su prikazivale i neke svjetske televizijske postaje i na taj način vidjelo ju je više od milijardu ljudi.
Hrvatski sabor, 17. listopada 2008. godine, iskazao je kravati posebnu počast proglasivši Dan kravate koji se obilježava 18. listopada. Od tada se Dan kravate i službeno slavi u Hrvatskoj.

## Zanimljivost
- Zbog naravi posla hrvatskih plaćenika u kraljevskoj službi, u francuskom jeziku ostao je glagol cravater[5] u značenju uhititi.